# مطاردة الساحرات

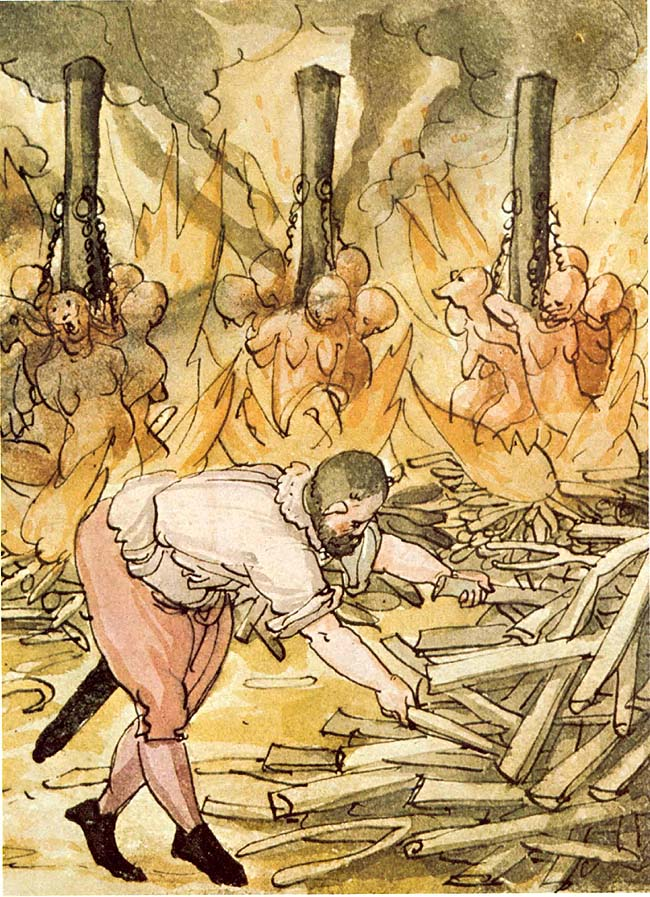

مطاردة الساحرات هي عملية بحث واضطهاد الأشخاص الذين يشتبه بكونهم يمارسون السحر أو الشعوذة من قبل الكنيسة الكاثوليكية بداية ثم البروتستانتية متحدتين في السلطة المؤقتة، وغالبا ما انطوت على ذعر أخلاقي وهستيريا جماعية وحتى إعدامات بدون محاكمة ومُحاكمات بالتعذيب، والمُحاكمات لم تكن سوى مهزلة، مغطاة بمظهر الاستجواب وفي الواقع كانت في اتجاه واحد.
حدثت الفترة الكلاسيكية لمطاردة الساحرات في أوروبا أوائل العصر الحديث أو حوالي ما بين عام 1450 إلى 1700، مرورا باضطرابات الإصلاح وحرب الثلاثين عاما ما أسفر عن الآلاف من عمليات الإعدام. ويصل عدد ضحايا مطاردة الساحرات بين 40,000 إلى 60,000.

## تاريخ

### اليونان القديمة
لم تظهر قوانين تخص السحر في أثينا واليونان القديمة. لكن هناك بعض الحالات التي أُشير فيها إلى الأثر المؤذي والضار للتداوي أو pharmaka –وهو مصطلح غامضٌ يعني «السم» أو «الدواء» أو حتى «الدواء السحري»، تحديداً عندما ترتبط هذه الكلمة بحالات الوفاة أو الأذى. تحدّث الخطيب الأثيني أنطيفون عن إحدى حوادث السحر والشعوذة، حيث روى قصة امرأة متهمة بالتآمر لقتل زوجها. أُعدم عبد سابق بتهمة القتل لكن ابن الضحية ادعى أن زوجة والده هي السؤولة عن الجريمة.
إن أشهر قصة عن محاكمة بتهمة السحر والشعوذة في اليونان القديمة هي قصة امرأة تدعى ثيورس، أُعدمت مع أطفالها نحو عام 338 قبل الميلاد بتهمة إلقاء التعاويذ واستخدام العقاقير المخدرة.
وعند الرومان، وتحديداً عام 451 قبل الميلاد، حرّم القانون الروماني إلقاء التعاويذ والأسحار الشريرة بقصد الضرر بمحاصيل الحبوب. وفي عام 331 قبل الميلاد، أُعدمت 170 امرأة بتهمة ممارسة السحر وجلب الأمراض والأوبئة. وأشار المؤرخ الروماني تيتوس ليفيوس إلى هذه الحادثة بوصفها حملة إعدام ضخمة وغير مسبوقة في روما.
أصدر مجلس الشيوخ الروماني عام 186 قبل الميلاد مرسوماً يقضي بتحريم الـ Bacchanalia أو عيد باخوس، وهو مهرجان روماني يقام تكريماً لإله الخمر باخوس. ووضح ليفيوس سبب تحريم المهرجان قائلاً: «مارس الناس جميع أشكال الخبث والأفعال الفاضحة في هذا المهرجان». وفي عام 184 قبل الميلاد، أُعدم نحو 2000 شخصٍ بتهمة الشعوذة، وأعدم 3000 غيرهم بين عامي 182 و180 قبل الميلاد، وارتبطت عملية الإعدام هذه بانتشار الأوبئة والأمراض.
لا توجد طريقة للتحقق من أرقام وإحصائيات المؤرخين الرومانيين. ولكن إن اعتبرنا كتابات المؤرخين مرجعاً موثوقاً، فنستطيع القول أن حجم حملات مطاردة السحرة في الجمهورية الرومانية يفوق حجم المطاردات الشهيرة في العصر الحديث المبكر لأوروبا، آخذين عدد سكان الجمهورية الرومانية آنذاك في عين الاعتبار.
استمرّت حملات مطاردة واضطهاد السحرة في الامبراطورية الرومانية حتى أواخر القرن الرابع ميلادي، ولم تخفّ حدتها حتى قدوم المسيحية وتحول الامبراطورية الرومانية إلى الدين المسيحي في تسعينيات القرن الرابع ميلادي.

### العصور الوسطى

#### التنصير في العصور الوسطى المبكرة
فرضت مجالس إلفيرا عام 306 وانسيرا عام 314 وترولو عام 692 الإكليركية عقوبات على عبدة الشيطان تصل إلى حدّ التكفير. ومثّل هذا الأسلوب المتساهل وجهة نظر الكنيسة لعدة قرون. حيث ظهرت رغبة الإكليروس الكنسي لوضع حد للتزمت الديني والتعصب ضد السحر في قرارات مجلس بادربورن عام 785. حيث حظرت هذه القرارات اتهام الناس بالسحر، وفرضت عقوبة الموت على أي شخصٍ يقوم بحرق ساحرة.
وفي عام 1100، أصدر الملك المجري كولومان في المرسوم رقم 57 أمراً بمنع مطاردة السحرة، وقال: «لا يوجد شيء اسمه سحر أو ساحرات». وفي شريعة بوركارد أُسقف مدينة ورمز في الامبرطورية الرومانية المقدسة، وتحديداً في كتابه التاسع عشر ذو الأهمية الكبيرة، كتب بوركارد عن الإيمان السطحي والساذج بالخرافات والسحر والجرعات السحرية، أي تلك الجرعات التي يتناولها عامة الناس بهدف الإنجاب أو الإجهاض أو لأسباب مختلفة، كما أدانها عدد كبير من القساوسة. ورفض بوركارد تصديق الشائعات التي تتحدث عن القوى الخارقة التي تملكها الساحرات، كالطيران في سماء الليل أو تغيير شعور الإنسان من الحب إلى الكره والقدرة على التحكم بالرعد والمطر والشمس، أو تحويل الإنسان إلى حيوان أو جماع الإنسان مع الشياطين وغيرها من الأساطير والخزعبلات. لم يصدق بوركارد جدية هذه الادعاءات ولا حتى وجودها من الأساس، بل اعتبرها مجرد خرافات سطحية.

#### العصور الوسطى المتأخرة
شككت محاكم التفتيش الكاثوليكية في الاتهامات الموجهة للسحرة والساحرات، ولكنها أخذت الاتهامات التي تجمع بين السحر والهرطقة على محمل الجد، خاصة في القرن الثالث عشر. حيث شُكلت محاكم التفتيش في جنوب فرنسا من قبل الكنيسة الكاثوليكية للتحقيق في أمر الكاثار، وهم جماعة دينية اعتبرت الكنيسة تعاليمهم مزيجاً من السحر والشعوذة، وأخرجتهم عن الدين المسيحي.
يفترض المؤرخون أن حملات مطاردة السحرة بدأت في أوروبا منذ أوائل القرن الرابع عشر، خاصة بعد قمع الكاثار وفرسان الهيكل (وهي منظمة عسكرية بارزة اعتنقت الفكر المسيحي وشاركت في الحروب الصليبية). بالمقابل، رفض المؤرخان (كون) في عام 1975 و (كيكشيفر) عام 1976 هذه الفرضية.
أصدر البابا ألكسندر الرابع عام 1258 قانوناً يمنع فيه تحقيق الكنيسة باتهامات الشعوذة. واستمر جريان القانون حتى قام البابا جون الثاني والعشرون بإعطاء محاكم التفتيش الصلاحية الكاملة لملاحقة السحرة في عام 1320.
في حادثة شهيرة عام 1425، اتهم هيرمان الثاني كونت (سيليي) زوجة ابنه فيرونكا بالشعوذة. برأتها محاكم التفتيش من هذه التهمة، لكن هيرمان لم يأبه للقانون، وقام بقتلها غرقاً. اعتُبرت هذه الاتهامات التي وجهها الكونت ذريعة للتخلص من فيرونكا والزواج غير المناسب، حيث ولدت فيرونكا لطبقة أدنى من النبلاء ولم يرغب الكونت بتزويجها من ابنه.
اشتهر أيضاً الراهب برناندينو من مدينة سيينا (1380-1444) بتعاليمه المعارضة للسحر والشعوذة. وتشير الخطب التي ألقاها إلى ظاهرة إيمان عامة الناس بالخرافات والمبالغة في تضخيمها والتعامل معها. لم يكتف برناندينو بالتحذير من التعاويذ والأسحار والرقيات، بل تحدّث عن جرائم كبيرة كالقتل ووأد الأطفال.

### صيد الساحرات في العصر الحديث المبكر
انتعشت مطاردات الساحرات في الحقبة الأخيرة من العصور الوسطى، وسبب ذلك هو الدعم الكنسي من ناحية، والتغيرات التي طرأت على العقيدة المسيحية في تلك الفترة، خاصة إقرار الكنيسة بوجود السحر كشكل من أشكال عبادة الشيطان وتصنيفه كنوعٍ من الهرطقة.
ظهر لدى طبقة المثقفين ميلٌ تجاه الإيمان بالفنون الغامضة التي انتشرت بكثيرة في عصر النهضة، ومنها السحر. بالرغم من كون السحر جزءاً من الثقافة الشعبية لعامة الناس –والأميين تحديداً –في العصور الوسطى. لكنها اندرجت في العصر الحديث ضمن لاهوت ديني اُعتبر فيه الشيطان المصدر الرئيسي لجميع أشكال الشر والأذى.
اكتملت هذه التغيرات العقائدية في منتصف القرن الخامس عشر، تحديداً على أثر مجلس بازل، وتركز أتباعها في دوقية سافوي غربي جبال الألب. أدى بروز هذه الجماعات إلى انتشار محاكمات السحرة في النصف الثاني من القرن الخامس عشر، والتي أيدها العلمانيون والمسيحيون على حد سواء.
أصدر البابا إنوسنت الثامن عام 1484 مرسوماً بابوياً فوّض فيه تصويب وسجن ومعاقبة عبدة الشيطان الذين «يذبحون الأطفال»، بالإضافة إلى جرائم أخرى حسبما جاء في وصفهم. والسبب وراء مرسوم البابا هو طلب المفتش هاينريش كرامر تفويضاً بعدما رفض القساوسة الألمان إعطاءه الصلاحية اللازمة لإجراء التحقيق. بالمقابل، يدعي مؤرخون كلودفيغ فان باستور أن المرسوم لا يعطي أي صلاحيات جديدة ولا يقيّد المعتقد المسيحية.
وفي عام 1487، أي بعد 3 أعوام من الحادثة السابقة، ساعد اختراع الطباعة في تلك الفترة المحقق كرامر في نشر كتابه الشهير «مطرقة الساحرات» الذي نال إعجاب العديدين. ولكن الكنيسة وبّخت كرامر ومنعت نشر الكتاب عام 1490، أي بعد فترة قصيرة من صدوره. بالرغم من ذلك، أعيدت طباعة 14 نسخة من الكتاب بحلول عام 1520، وأصبح واحداً من الكتب المؤثرة بين العلمانيين. وفي عام 1538، حذرت محاكم التفتيش الاسبانية أتباعها من الإيمان بمعتقدات الكتاب، حتى لو عرض الكتاب أدلة دامغة تُثبت علاقة ممارسات السحرة بعبادة الشيطان.

### العصر الحديث المبكر في أوروبا
أصبحت محاكمات السحرة في العصر الحديث والمبكر في أوروبا أمراً روتينياً، وحصلت هذه المحاكمات في القرن الخامس عشر وبداية القرن السادس عشر. انتهت فترة الرعب بعدها مدة قصيرة، ثم عادت قضية السحرة إلى الساحة الأوروبية من جديد مرة أخرى في القرن السابع عشر، وتحديداً خلال حرب الثلاثين عاماً. كان الناس ينظرون للسحرة قديماً على أنهم أشخاص بقدرات خارقة، أما في تلك الفترة، فأصبح السحر علامة تدل على ارتباط الشخص الممارس بقوى خارقة أو حتى بالشيطان. حيث قامت المؤسسات المسيحية البروتستانتية (وحتى العلمانية) بتبرير عمليات القتل والإعدام من خلال ربط السحر والسحرة بعبادة الشيطان والطقوس الاحتفالية الجامحة التي تتضمن التضحية بالأطفال والرقص العاري. كما اُعتبر خرق الوصايا العشر (وتحديداً اتخاذ إلهة غير الله) شكلاً من أشكال الهرطقة وإهانة للذات الإلهية.
جرت محاكمات السحرة في جميع أنحاء أوروبا خلال العصر الحديث المبكر، لكنها انتشرت بكثرة في جنوب ووسط ألمانيا. بدأت المحاكمات متأخرة في ألمانيا مقارنة مع مناطق أخرى في أوروبا. حيث أُقيمت المحاكمات بأعداد كبيرة في بادئ الأمر في جنوب فرنسا وسويسرا خلال القرنين الرابع والخامس عشر، وكانت ذروة المحاكمات في ألمانيا بين عامي 1561 و1670 [46]. وحدثت أول محاكمة مروعة في تاريخ أوروبا في مقاطعة فيزينشتايغ في الجنوب الغربي من ألمانيا. حيث ألقي القبض على ساحرات وحوكمن إعداماً بالحرق، وسُجلت هذه الحادثة في بيان نُشر عام 1564.